# Ana Bolena (ópera)
Ana Bolena (título original en italiano, Anna Bolena) es una tragedia lírica en dos actos con música de Gaetano Donizetti y libreto en italiano de Felice Romani, basado en Enrico VIII ossia Anna Bolena de Ippolito Pindemonte y Anna Bolena de Alessandro Pepoli, ambas sobre la vida de Ana Bolena, la segunda esposa del rey Enrique VIII de Inglaterra. Fue estrenada en el Teatro Carcano de Milán, el 26 de diciembre de 1830.
El dúo "Sul suo capo aggravi un Dio" entre Ana (soprano) y Juana Seymour (mezzosoprano) está considerado uno de los mejores de todo el repertorio operístico. Esta ópera forma parte de una serie de óperas de Donizetti que tratan del período Tudor en la historia inglesa, y que incluye Roberto Devereux (titulada por el supuesto amante de la reina Isabel I de Inglaterra), María Estuardo (titulada por María, reina de los escoceses) y El castillo de Kenilworth. Los principales papeles femeninos de las óperas Ana Bolena, María Estuardo, y Roberto Devereux son a menudo conocidos como las "Tres Reinas de Donizetti."

## Historia
Después de su estreno en Milán en 1830, Ana Bolena fue representada por vez primera en Londres en el King's Theatre el 8 de julio de 1831, en España en el Teatro de la Cruz de Madrid en 1832, mientras que su estreno en Estados Unidos fue en Nueva Orleans en el Théâtre d'Orléans el 12 de noviembre de 1839. La ópera fue escasamente representada entre la segunda mitad del siglo XIX y principios del siglo XX y cayó en el olvido. Ana Bolena no se representó con frecuencia hasta después de la Segunda Guerra Mundial.
El 30 de diciembre de 1947, esta ópera se representó en el Gran Teatro del Liceo en Barcelona, celebrando el centenario del teatro, que se había inaugurado en 1847 con, justamente, Ana Bolena. El reparto incluía a Sara Scuderi como Ana, Giulietta Simionato como Juana Seymour y Cesare Siepi como Enrique VIII. Ana Bolena marcó un gran triunfo para Maria Callas junto a la mezzosoprano Giulietta Simionato en abril de 1957, en La Scala, en una fastuosa producción a cargo de Luchino Visconti y dirección musical de Gianandrea Gavazzeni, uno de los mayores impulsores de la revalorización de la música de Donizetti. La Ópera de Santa Fe pretende haber representado "la primera producción escénica en más de un siglo" en los Estados Unidos el 26 de junio de 1959. A partir de Callas la obra siguió representándose. Fue uno de los últimos papeles nuevos asumidos por Joan Sutherland. Otras intérpretes que destacaron en el papel de Anna han sido Leyla Gencer, Montserrat Caballé, Renata Scotto, Edita Gruberová, Mariella Devia y Anna Netrebko. Además, Beverly Sills obtuvo cierta fama en los años setenta cuando apareció en las tres óperas en una serie presentada por la New York City Opera.
Esta ópera se representa poco; en las estadísticas de Operabase aparece la n.º 221 de las óperas representadas en 2005-2010, siendo la 64.ª en Italia y la undécima de Donizetti, con 12 representaciones en el período. Hay varias grabaciones. Fue representada por la Ópera de Dallas en noviembre de 2010, la Ópera Estatal de Viena en la primavera de 2011 (con Anna Netrebko en el rol titular), y por la Metropolitan Opera por vez primera en septiembre de 2011 — para la inauguración de la temporada 2011-2012 de la compañía de Nueva York, protagonizada por Netrebko, y con dirección de David McVicar.

## Personajes
| Personaje                                                                                      | Tesitura     | Reparto del estreno, 26 de diciembre de 1830 (Director: Nicola Zamboni Petrini ) |
| ---------------------------------------------------------------------------------------------- | ------------ | -------------------------------------------------------------------------------- |
| La regina Anna Bolena (La Reina Ana Bolena)                                                    | soprano      | Giuditta Pasta                                                                   |
| II Re Enrico VIII (El Rey Enrique VIII)                                                        | bajo         | Filippo Galli                                                                    |
| La prossima Regina Giovanna Seymour (La Próxima Reina Juana Seymour), dama de compañía de Anna | mezzosoprano | Elisa Orlandi                                                                    |
| Lord Rochefort (Jorge Bolena), hermano de Anna                                                 | bajo         | Lorenzo Biondi                                                                   |
| Lord Percy                                                                                     | tenor        | Giovanni Battista Rubini                                                         |
| Smeton (Mark Smeaton), músico                                                                  | contralto    | Henriette Laroche                                                                |
| Hervey, oficial de la corte                                                                    | tenor        | Antonio Crippa                                                                   |
| Cortesanos, soldados, cazadores                                                                |              |                                                                                  |

## Argumento
La acción transcurre en Windsor y Londres en 1536.

### Acto I
Escena 1: Noche, castillo de Windsor, aposentos de la reina
Los cortesanos comentan que la estrella de la reina declina, porque el veleidoso corazón del rey arde por otro amor. El rey de Inglaterra, Enrique VIII está cansado de su segunda esposa Ana Bolena, y ama a una dama de compañía de la reina, Juana Seymour, que se siente culpable pero no puede negar el amor que despierta en el rey.
Juana Seymour entra para atender una llamada de la reina, Ana entra y nota que la gente parece triste. La reina admite ante Juana que está preocupada. A petición de la reina, su paje Smeton toca el arpa y canta para alegrar a los presentes. La reina le pide que pare. Nadie más lo oye, y ella se dice que las cenizas de su primer amor aún arden, y que ella ahora es infeliz en su vano esplendor. Se marchan todos, salvo Juana.
Entra Enrique VIII, y le dice a Juana que ella pronto no tendrá rival, que se ha preparado el altar para ellos, y ella tendrá un esposo, el cetro y el trono. Cada uno se marcha por una puerta diferente.
Escena 2: Día. Alrededor del castillo de Windsor
Lord Rochefort, el hermano de Ana, se ve sorprendido al encontrarse con Lord Richard Percy. El rey lo ha traído del exilio. Percy pregunta si es verdad que la reina es infeliz y que el rey ha cambiado. Rochefort le contesta que el amor nunca se ve satisfecho.
Entran los cazadores. Percy se agita ante la perspectiva de ver a Ana, quien fue su primer amor. Enrique y Ana entran y expresan su sorpresa al ver a Percy. Enrique no permite que Percy bese su mano, pero dice que Ana le ha convencido de la inocencia de Percy pero ella aún siente algo por Percy. Enrique VIII le dice a Hervey, un oficial del rey, que espíe cada paso y cada palabra de Ana y Percy.
Escena 3: Castillo de Windsor, cerca de los apartamentos de la reina
Smeton oye unos pasos y se esconde. Entran Ana y Rochefort, este último le pide a Ana que escuche a Percy. Luego él se marcha. Smeton no puede escapar. Entra Percy, y dice que ve a Ana infeliz. Ella le dice que el rey ahora la odia. Percy dice que él aún la ama. Ana le dice que no le hable de amor. Antes de irse, Percy le pide volver a verla. Ella dice que no. Él saca su espada para matarse, y Ana grita. En la creencia errónea de que Percy está atacando a Ana, Smeton sale de su escondrijo. Smeton y Percy van a pelearse. Ana se desmaya, y entra apresuradamente Rochefort. Justo entonces, Enrique VIII entra y ve las espadas desenvainadas. Dice que estas personas le han traicionado. Smeton dice que no es cierto y se abre la túnica para ofrecer el pecho al rey si está mintiendo. Así se descubre que lleva un retrato de Ana, que el rey recoge. Ordena que los ofensores sean arrastrados a las mazmorras.

### Acto II
Escena 1: Londres. Antecámara de los apartamentos de la reina
Juana le dice a Ana que puede evitar ser ejecutada si admite su culpa. Ana contesta que no comprará su vida a cambio de la infamia. Expresa la esperanza de que su sucesora lleve una corona de espinas. Juana admite que ella la sucederá. Ana le pide que se marche, pero dice que solo Enrique VIII es el culpable. Juana se marcha, muy disgustada.
Escena 2: Antecámara que lleva al salón donde el Consejo de los Pares está reunido
Hervey dice a los cortesanos que Ana está perdida, porque Smeton ha hablado, revelando su crimen. Entra Enrique VIII. Hervey dice que Smeton ha caído en la trampa. Enrique VIII dice a Hervey que siga dejando que Smeton crea que ha salvado la vida de Ana. Traen a Ana y a Percy por separado. Enrique VIII dice que Ana ha fornicado con el paje Smeton, y que hay testigos. Sostiene que tanto Ana como Percy morirán. Percy dice que está escrito en el cielo que él y Ana están casados. Los guardias los sacan.
Entra Juana. Dice que no desea ser la causa de la muerte de Ana. Enrique VIII dice que ella no salvará a Ana si se marcha. Hervey entra y dice que el Consejo ha disuelto el matrimonio real y condenado a Ana y sus cómplices a muerte.
Escena 3: Torre de Londres
Percy y Rochefort están juntos en una celda. Entra Hervey y dice que el rey los ha perdonado. Preguntan por Ana y así descubren que a ella la van a ejecutar, de modo que eligen que los ejecuten también a ellos.
En la celda de Ana, un coro de damas se lamenta de su locura y pena. Ana entra, imagina que es el día de su boda con el rey. Luego imagina que ve a Percy, y le pide que la devuelva a su casa de la infancia. Traen a Percy, Rochefort y Smeton. Smeton se arroja a los pies de Ana y le dice que la ha acusado en la creencia de que estaba salvando la vida de ella. En su delirio, Ana le pregunta por qué no toca su laúd. Se oye el sonido de un cañón. Ana recobra el juicio. Le dicen que Enrique se está casando con Juana y que el pueblo los aclama. Ana dice que no invocará la venganza sobre la perversa pareja. Se desmaya. Entran los guardias para llevar a los prisioneros al cadalso. Smeton, Percy y Rochefort dicen que la víctima ya ha sido sacrificada.

## Grabaciones
Hay una grabación histórica según La discoteca ideal de la ópera, de Roger Alier y otros, la dirigida por Gianandrea Gavazzeni (1957, grabación en vivo), con Maria Callas (Anna Bolena), Nicola Rossi-Lemeni (Enrico), Giulietta Simionato (Giovanna), Gianni Raimondi (Percy), Plinio Clabassi (Rochefort), Gabriella Carturan (Smeton) y Luigi Rumbo (Hervey). EMI